# Джиммі Самуельссон
Джиммі Фредрік Самуельссон (швед. Jimmy Fredrik Samuelsson; нар. 7 листопада 1976, комуна Норртельє, лен Стокгольм) — шведський борець греко-римського стилю, чемпіон світу, учасник Олімпійських ігор.

## Життєпис
Боротьбою почав займатися з 1983 року.
Виступав за борцівський клуб «Спарвеген» Стокгольм. Тренер — Рісзард Свієрад.

## Спортивні результати на міжнародних змаганнях

### Виступи на Олімпіадах
| Змагання                    | Збірна | Вагова категорія                 | Місце |
| --------------------------- | ------ | -------------------------------- | ----- |
| Літні Олімпійські ігри 2004 | Швеція | греко-римська боротьба, до 66 кг | 4     |

На літніх Олімпійських іграх 2004 року в Афінах Джиммі Самуельссон дійшов до півфіналу, де поступився чемпіону цих змагань Фаріду Мансурову з Азербайджану. У поєдинку за бронзову нагороду програв вірменському борцю Мхітару Манукяну, що представляв Казахстан.

### Виступи на Чемпіонатах світу
| Змагання                        | Збірна | Вагова категорія                 | Місце  |
| ------------------------------- | ------ | -------------------------------- | ------ |
| Чемпіонат світу з боротьби 1999 | Швеція | греко-римська боротьба, до 63 кг | 32     |
| Чемпіонат світу з боротьби 2001 | Швеція | греко-римська боротьба, до 69 кг | 4      |
| Чемпіонат світу з боротьби 2002 | Швеція | греко-римська боротьба, до 66 кг | Золото |
| Чемпіонат світу з боротьби 2003 | Швеція | греко-римська боротьба, до 66 кг | 10     |
| Чемпіонат світу з боротьби 2005 | Швеція | греко-римська боротьба, до 66 кг | 8      |
| Чемпіонат світу з боротьби 2006 | Швеція | греко-римська боротьба, до 66 кг | 15     |
| Чемпіонат світу з боротьби 2007 | Швеція | греко-римська боротьба, до 66 кг | 10     |

### Виступи на Чемпіонатах Європи
| Змагання                         | Збірна | Вагова категорія                 | Місце |
| -------------------------------- | ------ | -------------------------------- | ----- |
| Чемпіонат Європи з боротьби 2001 | Швеція | греко-римська боротьба, до 69 кг | 4     |
| Чемпіонат Європи з боротьби 2004 | Швеція | греко-римська боротьба, до 66 кг | 14    |
| Чемпіонат Європи з боротьби 2005 | Швеція | греко-римська боротьба, до 66 кг | 5     |
| Чемпіонат Європи з боротьби 2007 | Швеція | греко-римська боротьба, до 74 кг | 19    |

### Виступи на інших змаганнях
| Змагання                                                      | Збірна | Вагова категорія                 | Місце  |
| ------------------------------------------------------------- | ------ | -------------------------------- | ------ |
| Гран-прі Німеччини з боротьби 1998                            | Швеція | греко-римська боротьба, до 63 кг | 7      |
| Олімпійський кваліфікаційний турнір з боротьби 2000 (Фаенца)  | Швеція | греко-римська боротьба, до 63 кг | 9      |
| Олімпійський кваліфікаційний турнір з боротьби 2000 (Ташкент) | Швеція | греко-римська боротьба, до 63 кг | 14     |
| Гран-прі Німеччини з боротьби 2002                            | Швеція | греко-римська боротьба, до 66 кг | Золото |
| Гран-прі Німеччини з боротьби 2007                            | Швеція | греко-римська боротьба, до 66 кг | Срібло |

### Виступи на змаганнях молодших вікових груп
| Змагання                                          | Збірна | Вагова категорія                 | Місце  |
| ------------------------------------------------- | ------ | -------------------------------- | ------ |
| Північний чемпіонат з боротьби серед юніорів 1994 | Швеція | греко-римська боротьба, до 52 кг | Бронза |